# Balalaïka (cocktail)
Pour les articles homonymes, voir Balalaika (homonymie) et Troïka.

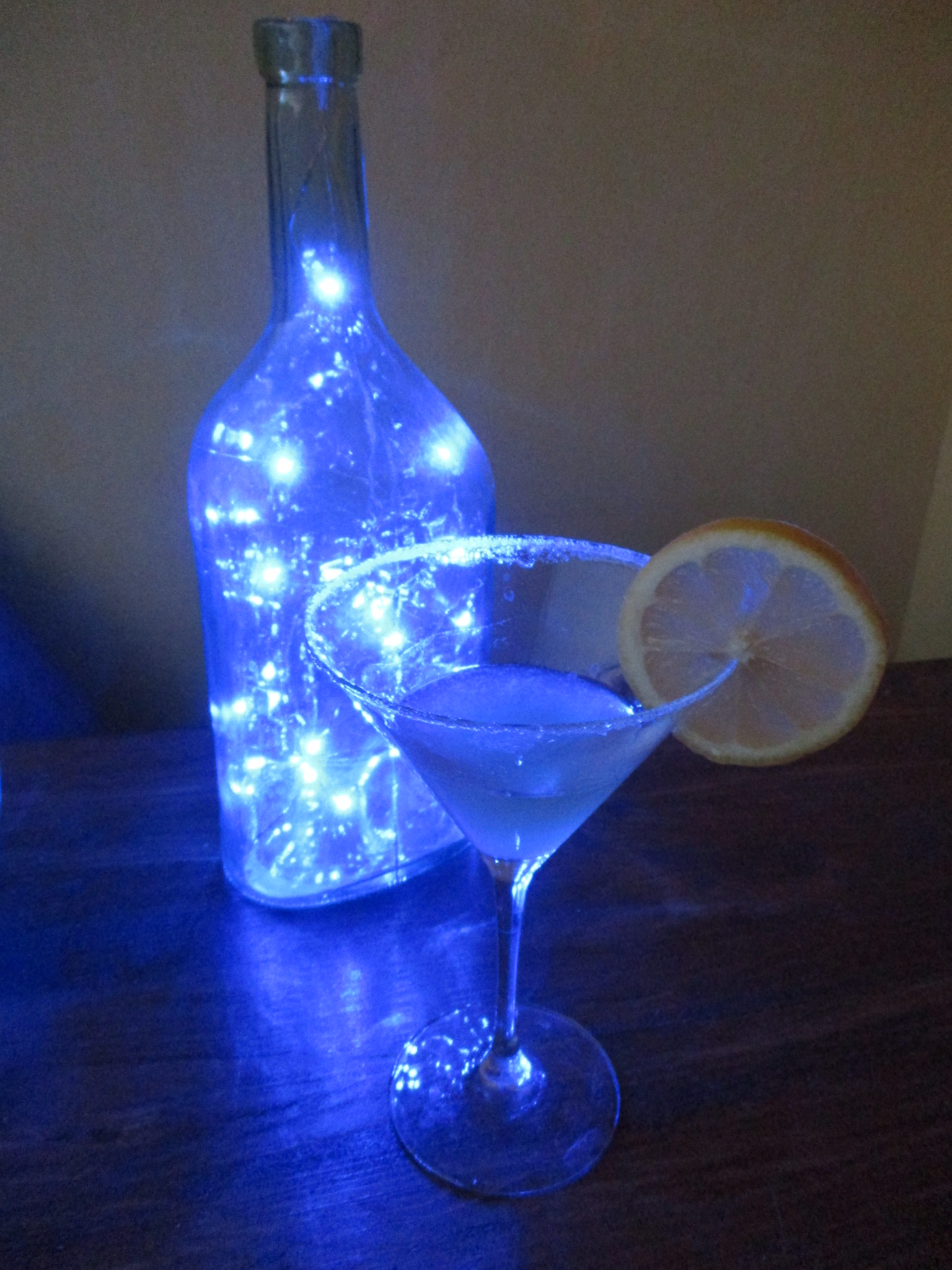
Troïka ou Balalaïka.

Un Balalaïka ou Troïka ou Balalaïka Troïka est un cocktail russe à base de vodka, cointreau ou triple sec, et jus de citron,. Il est baptisé du nom des balalaïka (instrument de musique) ou troïka (danse traditionnelle inspirée des attelages de 3 chevaux troïka) traditionnels de la culture russe,.

## Histoire
Ce cocktail est une variante des cocktails White Lady (avec du gin), Kamikaze, Vesper, Cosmopolitan, Margarita (avec de la Tequila), ou Blue Lagoon.

## Composition et recette
Les dosages varient selon les recettes, avec environ :
- 3 doses de vodka
- 2 doses de cointreau ou triple sec
- 2 doses de jus de citron
- Glaçons
- Rondelle de citron

Frapper les ingrédients au shaker avec des glaçons, puis verser dans un verre à cocktail en filtrant les glaçons. Décorer avec une rondelle de citron.